# 小行星5970
小行星5970（英語：5970 Ohdohrikouen）是一颗围绕太阳公转的小行星。1991年5月13日，渡邊和郎在札幌市发现了此天体。
这颗小行星的绝对星等为166.6875078076703等。